# Louis Jalabert
Pour les articles homonymes, voir Jalabert.
Louis Jalabert (Lyon, 30 mars 1877 - Nice, 12 août 1943) est un religieux jésuite, archéologue et épigraphiste français.

## Biographie
Novice de la Compagnie de Jésus (1895), il passe une licence ès lettres en 1899 et part enseigner à Beyrouth. Il est ainsi professeur au collège Saint-Joseph (1901-1907) puis à la Faculté orientale de l'Université Saint-Joseph de Beyrouth (1911-1914). En trois séjours, il passe plus de huit ans à Beyrouth.
À son retour en France en 1914, il devient le directeur de la revue Études. Il est élu en 1923 Membre de l'Académie des sciences coloniales dès sa fondation.
En 1935 son ouvrage Syrie et Liban reçoit le prix Bordin de l'Académie française.

## Travaux
- Louis Jalabert, « Inscriptions grecques et latines de Syrie », Mélanges de l'Université Saint-Joseph, vol. 1, no 1,‎ 1906, p. 132–188 (DOI 10.3406/mefao.1906.891, lire en ligne, consulté le 16 juin 2023)
- Inscriptions grecques et latines de Syrie, Syria no 1, p.132-188
- Le film corrupteur, 1921
- Dictionnaire apologétique de la foi catholique, avec le père René Mouterde, 1922
- Recueil des inscriptions grecques et latines de Syrie, avec le père R. Mouterde, 1929 et 1939
- Syrie et Liban. Réussite française ?, 1934

## Distinctions
- Légion d'honneur, 1936